# Paradoxul lui Leontief
Explicații pentru Paradoxul lui Leontief:
- Posibilitatea inversării intensității factoriale a mărfurilor;
- Raritatea resurselor naturale a căror producție este capital intensivă;
- Poziția dominantă a SUA în ramura de R&D;
- Puternica orientare a cererii spre bunuri capital intensive;
- Taxe vamale ridicate și alte restricții în calea comerțului;
- Efecte generate de filialele din străinătate ale firmelor americane.

Merită o analiză mai atentă cea referitoare la raritatea resurselor naturale, care pornește de la premisa că în SUA, datorită reducerii relative a resurselor, în urma dezvoltării economice, importurile cuprind în prezent produse încorporând resurse, iar exporturile americane includ produse a căror fabricare cere o cantitate relativ mare atât de munca, cât și de capital. O variantă de testare a acestei ipoteze constă în excluderea din calcule nu numai a importurilor totale neconcurențiale, ci și a produselor care se produc în SUA, dar în cantități limitate. Într-un studiu ulterior, la începutul anilor ’70, Leontief a reușit să demonstreze acest paradox urmând aceasta teorie. Rezultate asemănătoare pe această linie de gândire au obținut și economiștii japonezi, precum Seiji Naya.
Prin excluderea unei părți importante a schimburilor economice externe, rezultatele acestor teste nu dovedesc decât ca teoria HO s-ar putea aplica doar la o parte din comerțul internațional, pierzând în felul acesta pretenția de teorie generală a schimburilor economice internaționale. De aceea, o a doua variantă de testare a acestei ipoteze echivalează cu introducerea unui al treilea factor de produs în model, prin încercarea de a estima input-ul de resurse naturale (calculat prin valoarea produselor utilizând intens resurse naturale necesare pentru un export/import de 1 milion de $. În felul acesta, Jaroslav Vanek a reușit să demonstreze că adevăratul factor rar este pământul, importurile conținând o mai mare proporție din acest factor decât exporturile.
Considerând însă că în condițiile folosirii producției de substituire a importurilor în locul importurilor propriu zise, verificările lui Vanek trebuiesc privite cu rezerve, având în vedere sistemele de prețuri foarte diferite în SUA față de țările furnizoare de produse cu conținut mare de resurse.
Charles Kindleberger spune că de fapt realitatea economica nu reflecta teoria HO. „E perfecta din punct de vedere matematic, dar e în fapt rupta de realitate”. „După Al Doilea Război Mondial, Germania Federala ar fi trebuit sa se specializeze în exporturi cu folosirea pe scara larga a forței de muncă, având în vedere distrugerea stocului de capital fizic și existenta unui număr relativ mare de brate de munca disponibile; dar, în loc de a adapta comerțul său exterior la proporțiile factorilor săi, Germania Occidentala și-a modificat proporțiile pentru a corespunde comerțului. La fel economia Olandei s-a specializat după Al Doilea Război Mondial în industrie grea (siderurgie, chimie) deși reîntoarcerea populației din colonii și rata ridicata a natalității ar fi sugerat, conform teoriei HO, alt gen de specializare.”
Vulnerabilitatea teoriei HO este vizibila si in alte compartimente ale ei, mai ales daca ne referim la corolarul ei practic (liber-schimbismul). Considerand ca politica externa optima libera concurenta, si admitand protectionismul numai ca o exceptie (pentru ratiuni de aparare nationala si intarirea industriilor incepatoare), simplificand excesiv relatiile din domeniul comertului international (ignorand mai ales dezvoltarea inegala a tarilor lumii si marile decalaje existente intre Nord si Sud) – Teoria HO este inacceptabila pentru marea majoritate a tarilor lumii, cu precadere cele sudice.
Trebuie totusi sa spunem ca, sub raportul constructiei teoretice, HO reprezinta o constructie logica stralucita, oferind elemente noi de interpretare a fenomenelor fata de teoria clasica a lui Smith, Ricardo, si Mill. Din pacate, avem de a face cu un model care simplifica lucrurile la maximum si, mai ales, prezinta multe elemente statice, impunandu-se cu acuitate dinamizarea ei.
Incercari de modernizare a teoriei HO:
Teoria proportiei neofactorilor: In ultimii 30-40 de ani s-au facut progrese pe linia dinamizarii si modernizarii teoriei HO. Acest lucru a vizat luarea in considerare in primul rand a concurentei imperfecte, respectiv al monopolurilor (Harry Johnson), dar si luarea in considerare a revolutiilor tehnologice (Peter Kenen, Jeff Hufbauer, Ben Keesing, Michael Posner, Raymond Vernon, Tageo Negishi). Francezii Jean Luis Mucchielli, Bernard Lassuche-Duchene au incercat si ei sa ia in calcul influenta trans-nationalelor.
Aceste mari eforturi facute de mari economisti de modernizare a teoriei HO nu trebuie sa ne faca sa credem ca aceasta teorie a si devenit, in mod real, dinamica; ca ea a reusit sa depaseasca faza de statica comparativa. Din acest punct de vedere, teoria proportiei neofactorilor se mentine in statica comparativa, de aceea trebuie tratata separat, de alte teorii de ultima ora, care sunt in mod vizibil mult mai dinamice: teoria neotehnologiei, teoria seriilor mari, teoria cererii reprezentative a lui Lynder, teoria comertului transversal, teoria deciziilor de specializare pe termen lung in conditii de risc (teoria jocurilor in comertul international), teoria atragerilor, respingerilor si propagarile efectelor in comertul international (modelele gravitationale si de transmisie) si formalizarile econometrice operate de Paul Krugman impreuna cu Maurice Obstfeld (modele de tip neokeynesian).
Imposibilitatea verificarii teoriei HO (a proportiei factorilor) a dat nastere la numeroase incercari de a gasi noi explicatii, privind orientarea si structura comertului international. Una din directiile principale de cercetare a fost legata de ipoteza modelului HO privind calitatea identica a factorilor de productie. Cercetatorii care (ramanand in cadrul principiului avantajului comparativ) au renuntat la aceasta ipoteza s-au concentrat asupra aceluiasi fenomen, anume productivitatea diferita a muncii, pe care l-au explicat din doua unghiuri de vedere diferite, in cadrul a ceea ce Harry Johnson a numit „teoria proportiei neofactorilor”.
O prima abordare largeste notiunea de capital, adaugand la capitalul fizic si capitalul uman, respectiv forta de munca calificata, avand in vedere ca cheltuielile de calificare pot fi considerate ca investitii ale caror efecte se intind pe intreaga perioada a vietii active a lucratorului. Cea de-a doua abordare considera ca forta de munca este mult prea neomogena pentru a putea constitui un singur factor de productie. In functie de nivelul de calificare, se pot distinge cel putin doi factori – munca calificata si cea necalificata – ce trebuie luati in considerare separat, alaturi de factorul capital. Se disting doua variante a teoriei neofactorilor: teoria capitalului uman si cea a calificarii.
Teoria capitalului uman (P. Kenen si Jeff Hufbauer):
Godfried Haberler considera ca aceasta teorie are ca premergator pe Taussig, care explica dezvoltarea industriei chimice si exporturilor de produse chimice ale Germaniei antebelice prin existenta unui numar relativ mare de chimisti de inalta calificare, datorita invatamantului tehnic ieftin si accesibil. Dupa alti cercetatori, adevaratul punct de plecare ar trebui cautat in definitia data de Fischer, care in definitia pe care o dadea capitalului, includea nu numai mijloacele de productie, ci si resursele naturale, indemanarea oamenilor, si stocul de cunostinte productive, pornind de la faptul ca toate aceste elemente pot fi sporite prin investitii si sunt supuse uzurii si deprecierii. Totusi, rolul capitalului uman in schimburile comerciale a fost studiat sistematic abia din ’70, fiind readus la lumina zilei de T.W. Schultz. A fost avansat de multi ca o explicatie posibila a paradoxului Leontiev.
Una din modalitatile urmate in introducerea capitalului uman in modelul HO a fost introducerea acestuia in notiunea mai larga de capital. Astfel, Kenen, considerand diferentele de salarii intre forta de munca calificata si cea necalificata ca rezultat al investitiilor in invatamant si pregatire a fortei de munca, a estimat aceste cheltuieli si le-a introdus alaturi de cheltuielile de capital fizic, ajungand la concluzia ca exporturile americane sunt totusi capital intensive, continand relativ mai mult capital fizic+uman decat sectoarele producatoare de inlocuitor ai importurilor. O a doua modalitate a fost aceea de a accepta un model cu trei factori de productie. Pentru calcularea acestui nou factor, se transforma diferenta dintre salariul minim din economie si salariul mediu din ramura respectiva in „capital”, utilizand drept coeficient de transformare ritmul mediu al acumularii (in general de 10%). Astfel, Hufbauer a folosit urmatoarea formula: Hi = (W_i – W) x Li/0.10, unde Hi este capitalul uman total folosit in ramura i, W salariul mediu in ramura i, W salariul unui lucrator cu 8 clase (necalificat), Li numarul lucratorilor, 0.10 este coeficientul utilizat pentru capitalizarea diferentei de salarii si transformarea ei in capital uman.
Utilizand datele balantei I/O ale SUA pentru 1978 si datele privind comertul SUA din 1983 pentru 90 de grupe de produse manufacturate (in clasificare SITC cu trei cifre), Hufbauer a gasit un coeficient de corelatie intre exporturile nete si capitalul uman de 0.57, ceea ce inseamna ca, prin capitalul uman, se explica 32% din variatia (sigma) exporturilor nete americane. Punctul vulnerabil este dat de existenta unei coeficient ridicat de corelatie intre variabilele capital uman si munca (0.38).
Teoria capitalului uman, in ambele variante, este foarte importanta, avand in vedere ca influenta fortei de munca inalt calificata joaca un rol important in determinarea structurii comertului exterior si in cresterea eficientei acestuia. De altfel, forta de munca reprezinta principala forta de productie a societatii, iar ei are o influenta hotaratoare in . Are o influenta deosebita in tarile in dezvoltare, care trebuie sa faca fata unui fenomen numit transfer invers de energie (brain-drain).
Teoria calificarii (B. Keesing):
Insusi Bertin Ollin intr-un studiu celebru din 1977, atragea atentia asupra faptului ca apropierea modelului sau de realitate se poate face prin luarea in considerare a acestui aspect, considerand necesara deosebirea a patru tipuri de munca: munca obisnuita necalificata, munca calificata, munca tehnicienilor si munca conducatorilor de rang superior.
Proportia diferita in dotarea cu cele patru tipuri de munca,se reflecta in dezvoltarea industriala si in comertul diferitelor grupe de tari. Teoriile comertului exterior bazate pe diferentierea fortei de munca au intrat in literatura de specialitate sub teoria generica de teoria calificarii.aceasta teorie a comertului international se leaga in general de numele lui Kissing. Keesing pornind de la premisele fundamentale ale teoriei h-o privind combinarea liniara a factorilor de productie, randamentele constante si divizibilitatea perfecta a factorilor face o analiza diferentiata a produselor. Keesing imparte marfurile in 2 mari categorii: 1. In produse de baza care necesita cantitati importante de resurse naurale
	   2. produse manufacturate a caror circulatie internationala e determinata de nivelul  de calificare al fortei de munca
Sunt excluse din analiza nu numai produsele de baza ci si produsele care datorita costurilor mari de transport se orienteaza spre pietele cele mai apropiate de locul de productie. Keesing mentine ipoteza existentei unor functii de productie identice pentru producerea unei mari in toate tarile si in consecinta considera valabile si ia drept baza pentru calculele sale datele privind calificarea fortei de munca in Statele Unite. Multi specialist apreciaza ca aceasta ipoteza poate fi considerate plauzibila, coeficientii de calificare a unei ramuri nediferind prea mult de la o tara la alta. Kissing imparte forta de munca in opt categorii de calificare, incepand cu cercetatorii si inginerii si terminand cu muncitorii necalificati. El stabileste necesitatile de forta de munca din fiecare categorie pentru importurile si exporturile a 14 tari presupunand ca toate tarile folosesc aceleasi combinatii de calificari care exista in SUA (adica au fuctii de productie similare). Rezulta o ierarhizare a tarilor in care la o extrema se situa India si la cealalata extrema SUA, cu exporturile avand continutul cel mai ridicat de munca de calificare superioara. Kissing a folosit ca metoda de analiza statistica corelatia rangurilor. 
El a evitat utilizarea corelatilor multiple datorita colineritatii intre unele categorii de calificare.
Astazi putem spune ca teoria calificari a lui Keesing este in general apreciata pozitiv de specialisti.
Din pacate teoria calificari se mentine in cadrul analizei statice comparative neoferind explicatii privind modificarile in timp ale structurii costurilor comparative si neanalizand nici cauzele care determina gradul diferit al pregatirii fortei de munca .
PROBLEMA DINAMIZARII SCHIMBURILOR 
“Pentru a explica structura actuala a comertului este necesara in primul rand cercetarea dezvoltarii economice in decursul deceniilor si secolelor precedente in diferitele parti ale lumii cu referire speciala la sfera geografica a noilor activitati economice ca si la sfera activitatilor in curs de disparitie”. Ollin
Haberler a surprins patru direcții în care acționează efectele dinamice ale comerțului exterior: aprovizionarea cu material indispensabile pentru dezvoltarea economică, cunoștințelor, frânarea puterii monopolurilor și stimularea liberei concurențe. Haberler aprecia că dintre aceste aspecte nu s-a reușit o tratare amănunțită formalizată decât a rolului comerțului exterior în vehicularea capitalului sub formă de transfer sau ajutor extern.
Toți acești factori prin care se manifestă efectele dinamice ale comerțului exterior asupra creșterii economice trebuie să își gaseasca o reflectare cat mai exacta in teoriile si modelele comertului international.  Problema se pune pe un plan mai larg care vizeaza stiinta economice in general. Lester Thouron: „Întrucât teoriile economice predominante în prezent nu sunt dinamice, adică nu pot urmări evoluția schimbărilor de-a lungul unei perioade, economiștii recurg la ceea ce e cunoscut sub numele de <<statică comparativă>>. Această statică comparativă analizează modul în care condiții inițiale duc la stări de echilibru deosebite una de alta fără a lua în considerare drumul parcurs de economie intre cele două puncte de echilibru. El conchide: s-a adaptat această procedură nu pentru ca economiștii ar fi lipsiți de inteligență, ci pentru ca dinamica economică s-a dovedit greu de formalizat sau în orice caz nimeni până acum nu a reușit să facă acest lucru în mod satisfăcător”.